# 坂元一渚璃
坂元 一渚璃（さかもと いおり、2004年11月22日 - ）は、兵庫県出身のプロサッカー選手。Jリーグ・いわきFC所属。ポジションはフォワード。

## 略歴
報徳学園高校在学中の2022年12月12日、2023年シーズンからのいわきFC加入内定が発表された。当初は福岡大学に進学する予定だったが、いわきFCの田村雄三SDとサッカー部のコーチがA級ライセンスの同期であった縁で、いわきFCの練習に参加。そこでのプレーが評価され、加入が決まった。報徳学園高校サッカー部としても、創部71年目にして初のJリーガー誕生となった。
2023年3月19日、J2リーグ第5節の徳島ヴォルティス戦でプロデビューを飾った。
2024年7月、ブランデュー弘前FCに育成型期限付き移籍。
2025年はいわきFCに戻ることになった。

## 所属クラブ
- 長尾台SC
- 宝塚市立南ひばりガ丘中学校
- 報徳学園高等学校
- 2023年 -  いわきFC
  - 2024年7月 - 同年12月  ブランデュー弘前FC（育成型期限付き移籍）

## 個人成績
| 国内大会個人成績 | 国内大会個人成績 | 国内大会個人成績 | 国内大会個人成績 | 国内大会個人成績 | 国内大会個人成績 | 国内大会個人成績 | 国内大会個人成績 | 国内大会個人成績 | 国内大会個人成績 | 国内大会個人成績 | 国内大会個人成績 |
| 年度             | クラブ           | 背番号           | リーグ           | リーグ戦         | リーグ戦         | リーグ杯         | リーグ杯         | オープン杯       | オープン杯       | 期間通算         | 期間通算         |
| 年度             | クラブ           | 背番号           | リーグ           | 出場             | 得点             | 出場             | 得点             | 出場             | 得点             | 出場             | 得点             |
| 日本             | 日本             | 日本             | 日本             | リーグ戦         | リーグ戦         | リーグ杯         | リーグ杯         | 天皇杯           | 天皇杯           | 期間通算         | 期間通算         |
| ---------------- | ---------------- | ---------------- | ---------------- | ---------------- | ---------------- | ---------------- | ---------------- | ---------------- | ---------------- | ---------------- | ---------------- |
| 2023             | いわき           | 26               | J2               | 5                | 0                | -                | -                | 1                | 0                | 6                | 0                |
| 2024             | いわき           | 26               | J2               | 0                | 0                | 0                | 0                | 0                | 0                | 0                | 0                |
| 2024             | 弘前             | 30               | 東北1部          | 7                | 5                | -                | -                | -                | -                | 7                | 5                |
| 2025             | いわき           | 26               | J2               |                  |                  |                  |                  |                  |                  |                  |                  |
| 通算             | 日本             | 日本             | J2               | 5                | 0                | 0                | 0                | 1                | 0                | 6                | 0                |
| 通算             | 日本             | 日本             | 東北1部          | 7                | 5                | -                | -                | -                | -                | 7                | 5                |
| 総通算           | 総通算           | 総通算           | 総通算           | 12               | 5                | 0                | 0                | 1                | 0                | 13               | 5                |

その他の公式戦
- 2024年 - ブランデュー弘前FC
  - 全国社会人サッカー選手権大会 2試合0得点
  - 全国地域サッカーチャンピオンズリーグ 3試合0得点